# Jean-Pierre Bernard
Jean-Pierre Bernard es un deportista belga que compitió en vela en la clase Europe. Ganó una medalla de bronce en el Campeonato Mundial de Europe de 1971.

## Palmarés internacional
| Campeonato Mundial | Campeonato Mundial    | Campeonato Mundial | Campeonato Mundial |
| Año                | Lugar                 | Medalla            | Clase              |
| ------------------ | --------------------- | ------------------ | ------------------ |
| 1971               | Ratzeburger See (RFA) | Medalla de bronce  | Europe             |